# Casbia irrorata
Casbia irrorata là một loài bướm đêm trong họ Geometridae.